# Boulevard des Italiens
Der 390 Meter lange Boulevard des Italiens [bulvaʁ desˈitaljɛ̃] liegt im 2. und 9. Arrondissement von Paris und gehört zu den 4 Grands Boulevards des Rive Droite.

## Lage und Zugang
Er ist Teil der Kette der Grands Boulevards, die sich von West nach Ost erstreckt: Boulevards de la Madeleine, des Capucines, des Italiens, Montmartre, Poissonnière, Bonne-Nouvelle, Saint-Denis, Saint-Martin, du Temple, des Filles-du-Calvaire und Beaumarchais.
Mit der Metro ist er über die Stationen Opéra und Richelieu - Drouot zu erreichen.

## Namensursprung
Er verdankt seinen Namen dem Théâtre-Italien, das 1783 hier erbaut wurde und heute Opéra-Comique heißt.

## Geschichte
Zunächst entstanden ab Juni 1670 die Boulevards Saint-Denis, Saint-Martin, du Temple, de Filles du Calvaire und Beaumarchais, im Juli 1676 folgten die boulevards Bonnes Nouvelles, Poissonière, Montmartre, des Italiens, des Capucines und de la Madelaine. Gemäß Verordnung des Königs vom 21. Juni 1704 durfte er als Straße ausgebaut werden. Er hieß zunächst rue Neuve-Saint-Augustin und wechselte in der Folge häufig seinen Straßennamen. Eine erste Umbenennung erfolgte in boulevard du Dépôt (um 1764), danach boulevard de la Chaussée d’Antin und während der französischen Revolution boulevard Cerutti, boulevard petit Coblence (nach 1795) und boulevard de Gant (1815–1828). Im Jahre 1828 erhielt er seinen heutigen Namen vom 1793 gegründeten ehemaligen „Théâtre italien de Paris“, der heutigen Opéra-Comique, die sich in der nahegelegenen Place Boieldieu befindet. Ein königlicher Beschluss vom 16. April 1831 sorgte für die endgültige Straßenführung und eine Straßenbreite von 35 Metern.

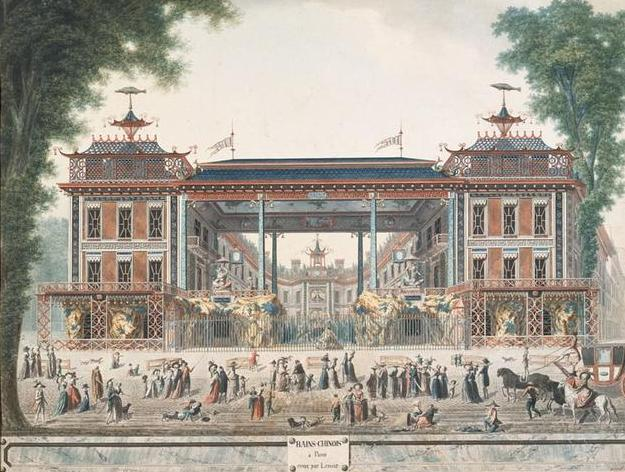
Boulevard des Italiens – Bains chinois (nach 1790)
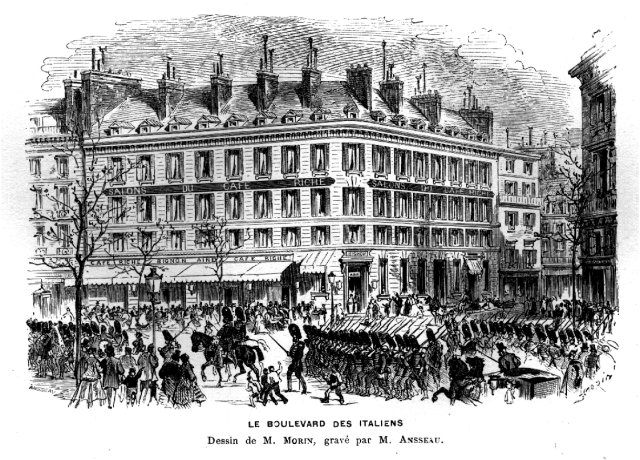
Boulevard des Italiens Nr. 16 – Café Riche (um 1865)
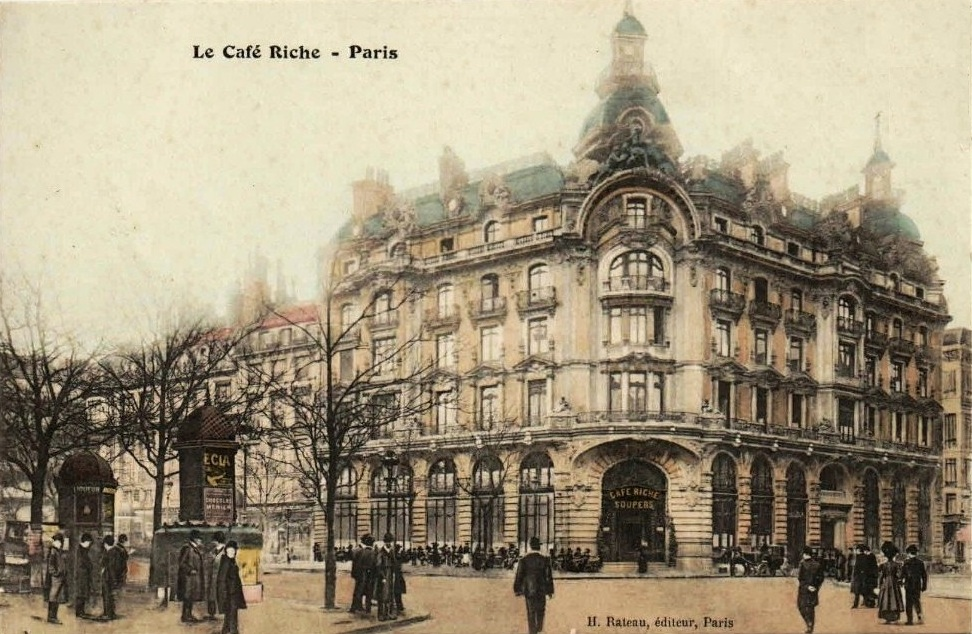
Boulevard des Italiens Nr. 16 –  Café Riche (um 1890)
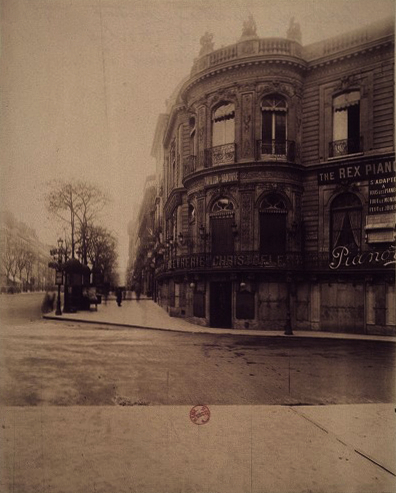
Boulevard des Italiens – Pavillon du Hanovre (1903)
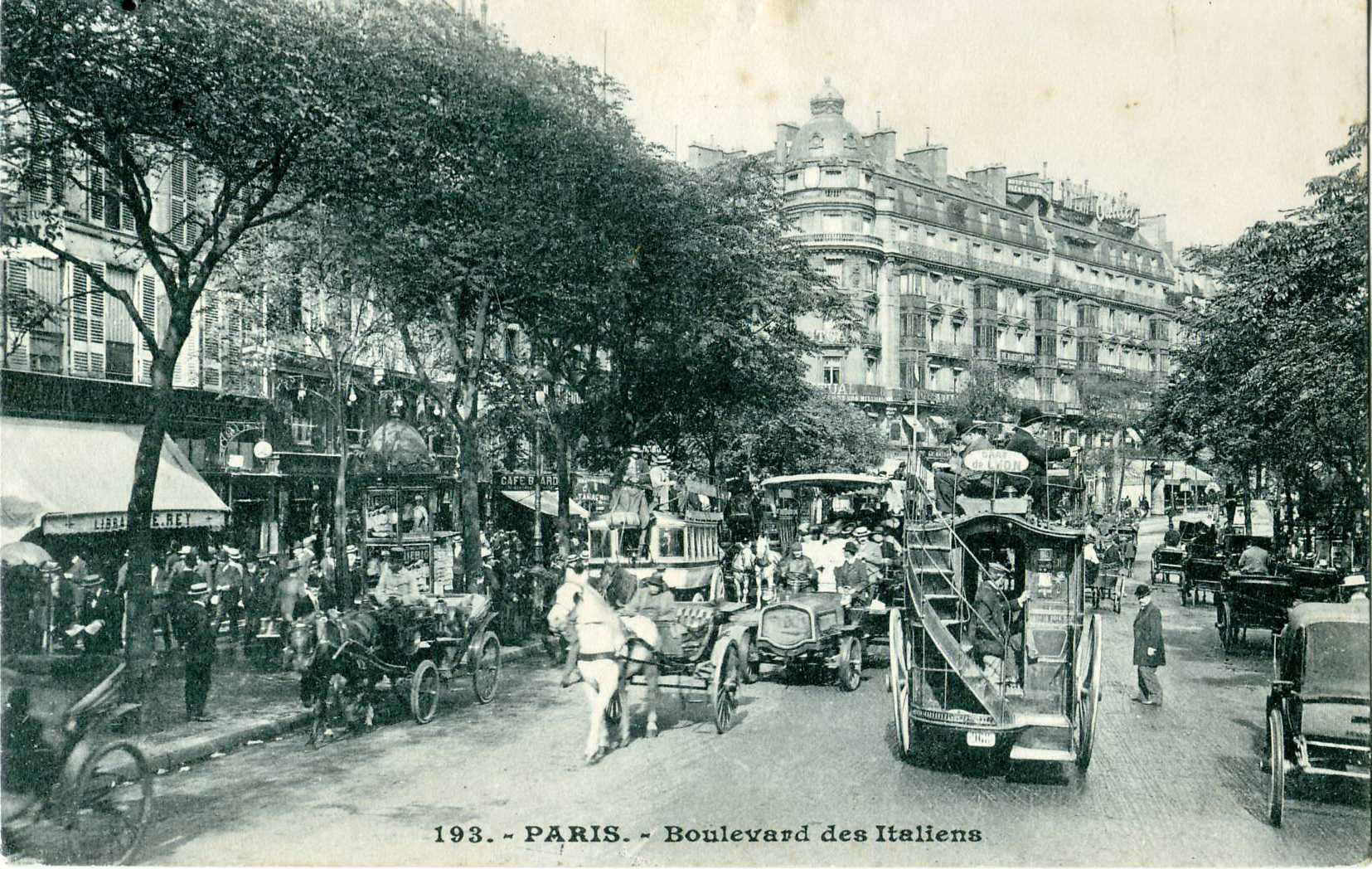
Boulevard des Italiens – (Postkarte vor März 1910)
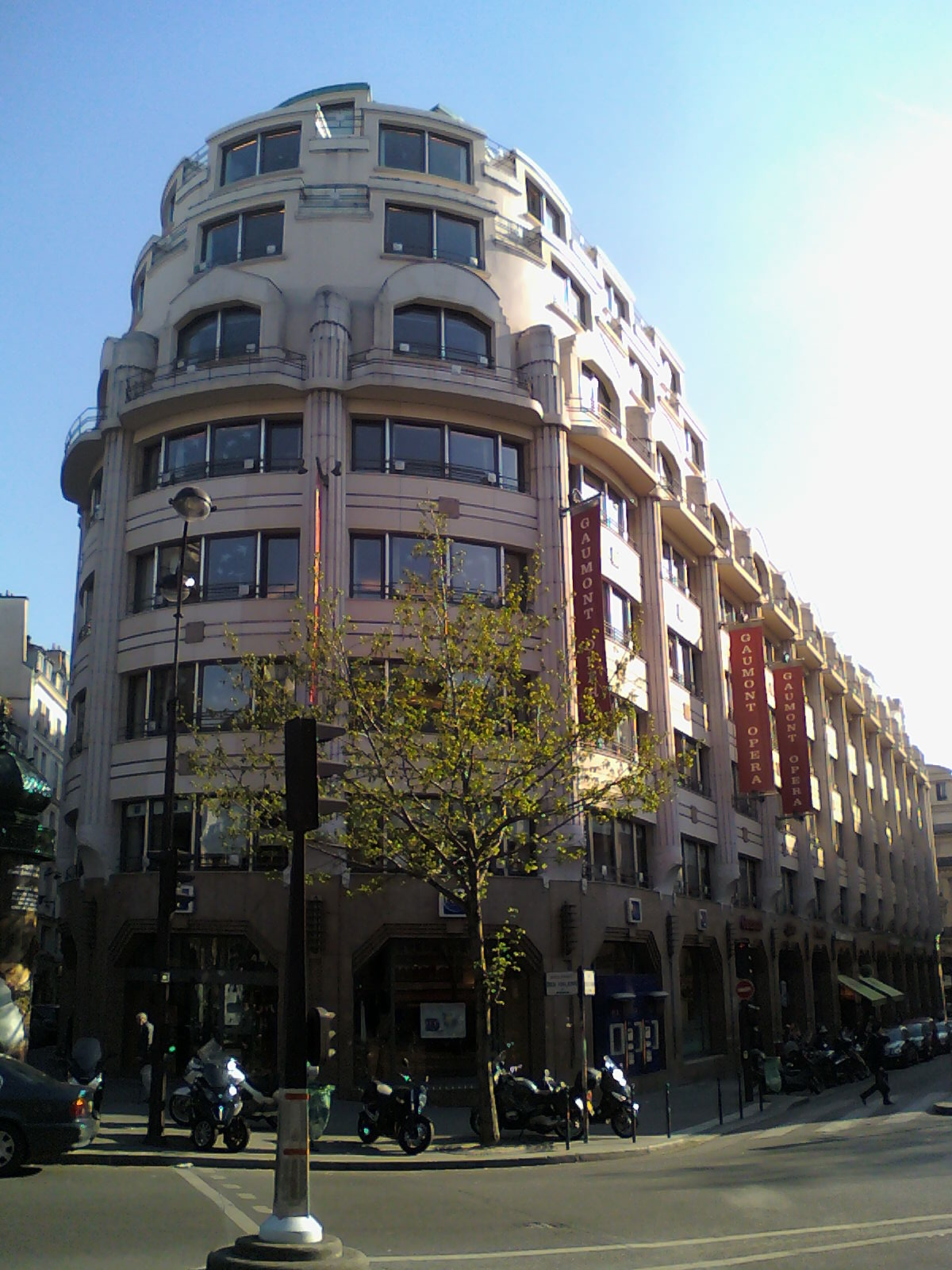
Boulevard des Italiens – Palais Berlitz (April 2009)
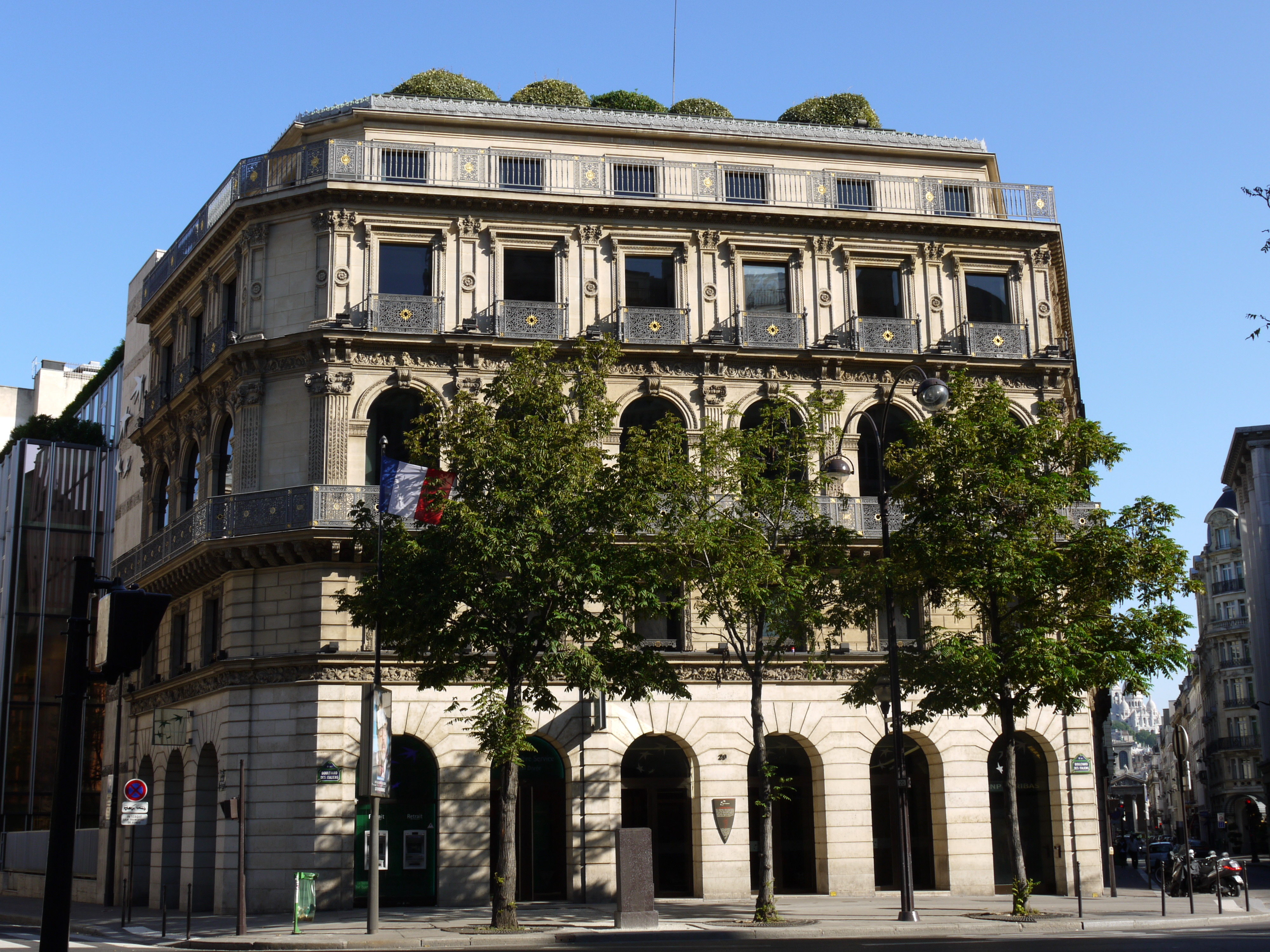
Boulevard des Italiens – BNP Paribas (August 2010)
Boulevard des Italiens Nr. 24 – Taverne Kronenbourg

## Bauwerke
Berühmt ist das – heute noch bestehende und – 1798 gegründete Café Le Cardinal (Nr. 1), wo Hector Berlioz 1827–1828 verkehrte, das seinen heutigen Namen seit 1830 trägt. Das – nicht mehr existierende – Café Riche (Nr. 16) gründete 1785 Madame Riche, wo Gustave Flaubert, Eugène Scribe, Charles Baudelaire, Alexandre Dumas der Jüngere, Jacques Offenbach, Ferdinand de Lesseps, Gustave Doré, Guy de Maupassant, Émile Zola, Ivan Turgenjew oder Aurélien Scholl verkehrten. Es schloss im Jahre 1916. An seiner Stelle entstand im Jahre 1927 ein Art-déco-Gebäude mit dem Hauptsitz (französisch „Agence Centrale“) der BNP Paribas. In Nr. 19 residiert seit 1875 die Hauptstelle des Crédit Lyonnais. An Nr. 29 stand zwischen 1787 und 1853 ein chinesisches Bad (französisch Les Bains chinois) mit Restaurant, Café und Modeläden. Im Juni 1932 eröffnete in Nr. 31–33 das Bürohaus Palais Berlitz, wo zwischen September 1941 und Juni 1942 die Nazi-Ausstellung „Die Juden und Frankreich“ (französisch Le Juif et la France) stattfand.

Boulevard des Italiens, Höhe Europalaces Opéra

## Lage
Der Boulevard bildet die Grenze beider Arrondissements, die ungeraden Hausnummern liegen im 2. Arrondissement, die geraden im 9.  Arrondissement. Er beginnt an der rue de Richelieu und dem Boulevard Haussmann und endet an der rue Louis le Grand und der rue de la Chauseée d’Antin. In der Nähe des boulevard des Italiens liegen die Métro-Haltestellen Richelieu – Drouot (Linien 8 und 9) und Opéra (Linien 3, 7 und 8).